# Henrik Lassen
Henrik Lassen (født 21. september 1839 i Strukstrup, død 30. september 1934 sammesteds) var en dansksindet landmand. Han var far til Peter Lassen.

## Ikonografi
Et portrætmaleri af Henrik Lassen af Harald Slott-Møller er ophængt i Klubværelset på Flensborghus.